# Edmontonia

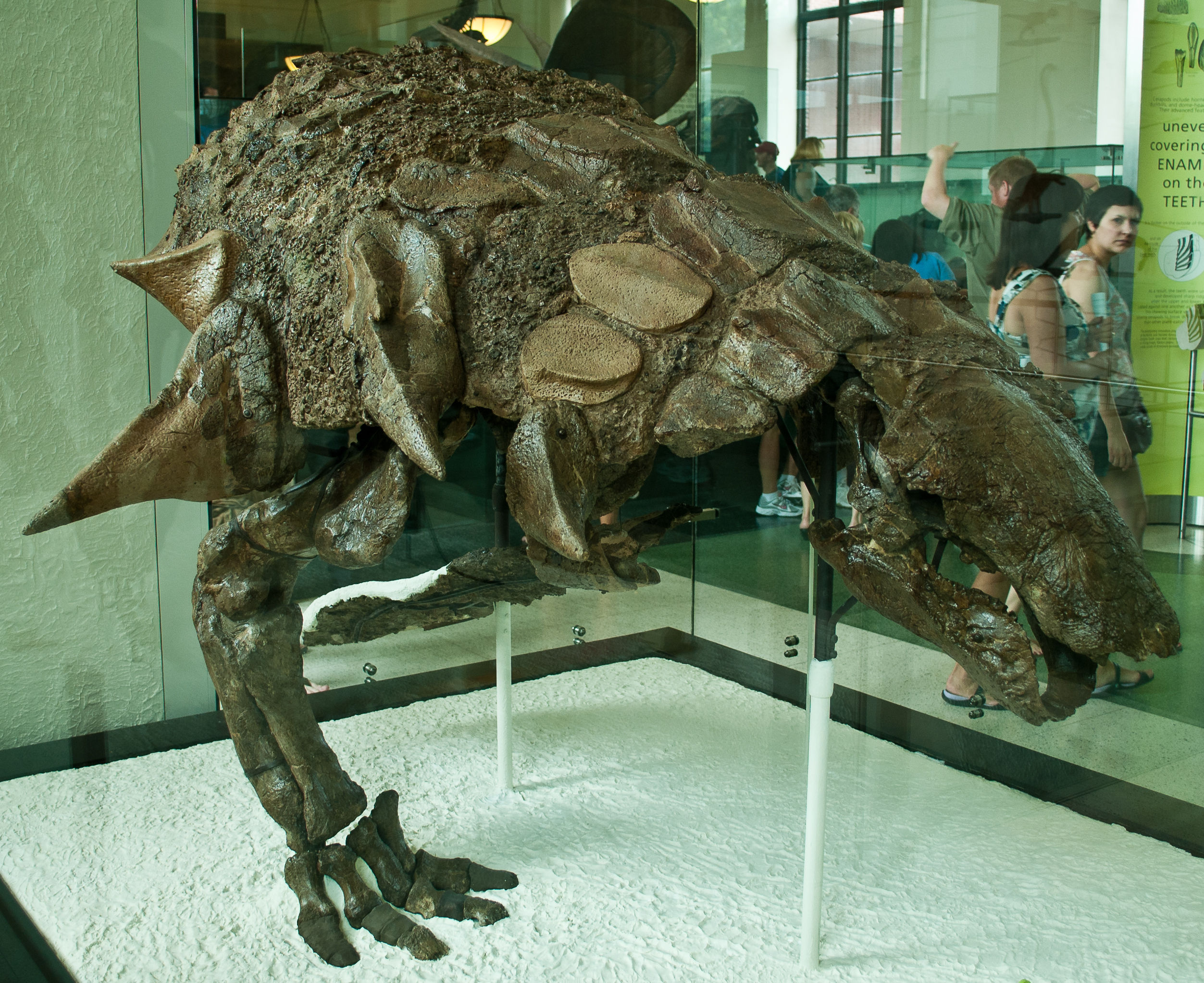
Dettaglio anteriore scheletro di Edmontonia

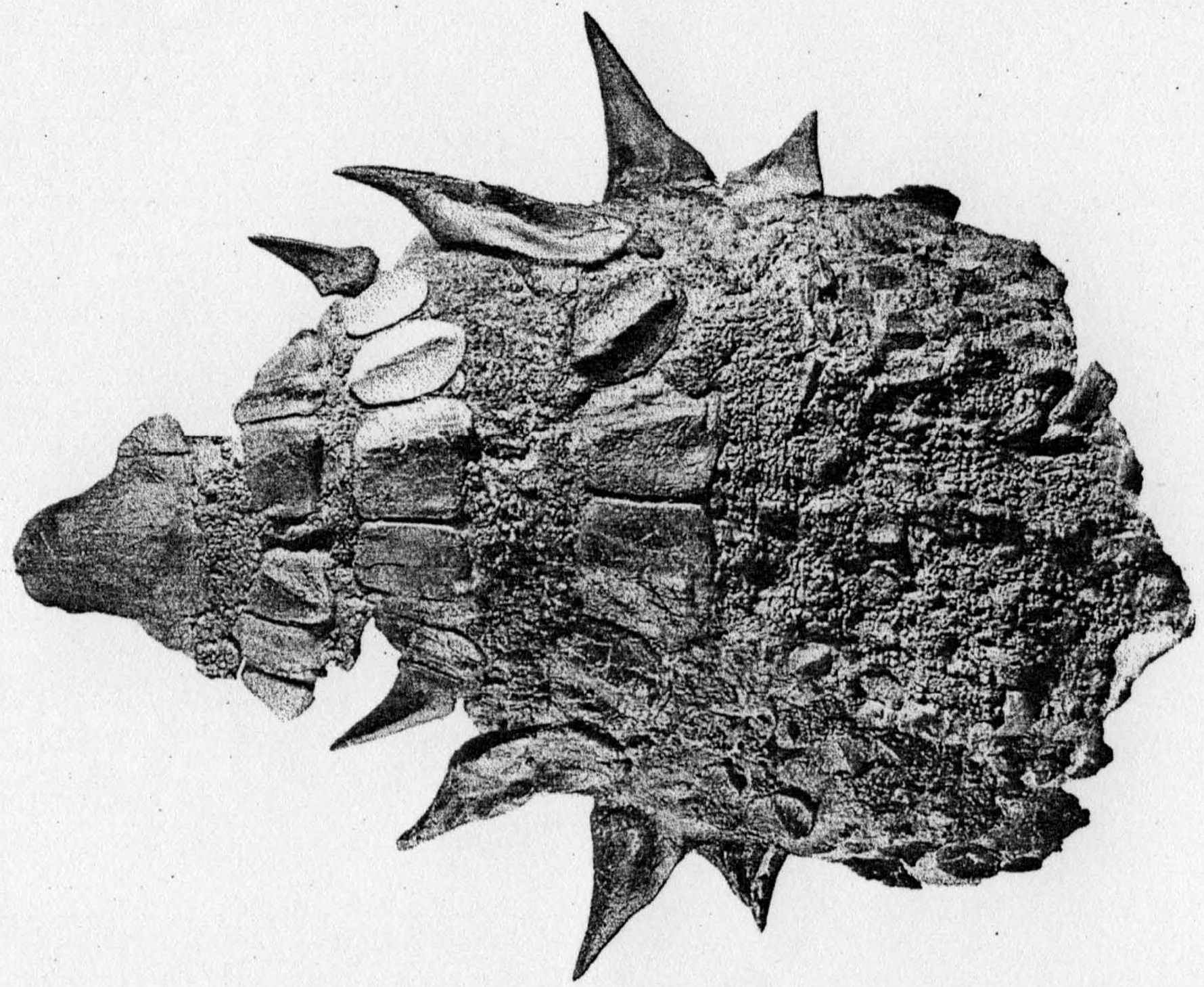
Visione dorsale della corazza protettiva di Edmontonia

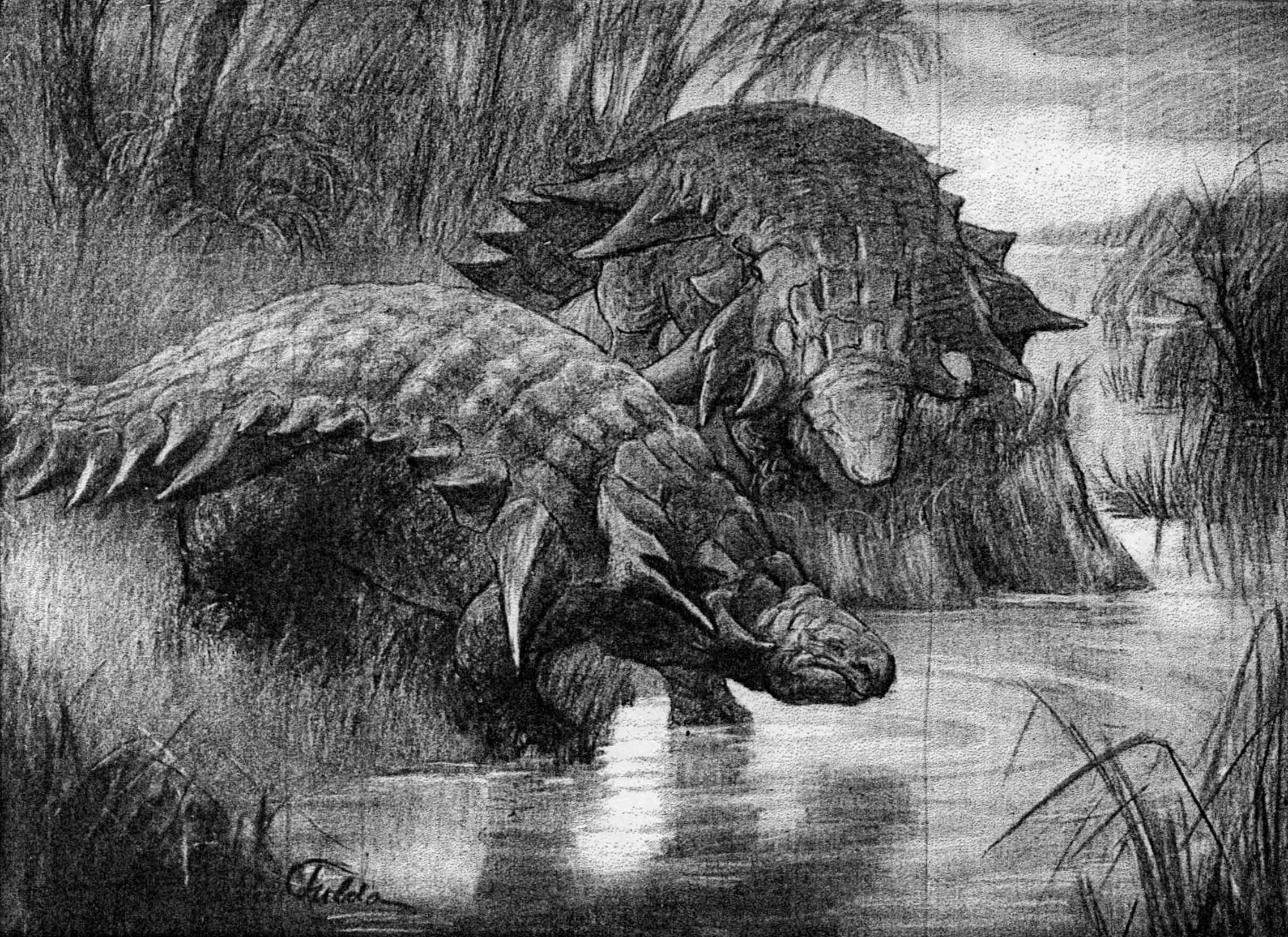
Ricostruzione di Edmontonia

L'Edmontonia era un dinosauro erbivoro protetto da uno scudo di protuberanze e piastre ossee che visse nell'America del nord circa 80 milioni di anni fa, durante il Cretaceo superiore. 
Fu chiamato così in onore di Edmonton, città canadese dove avvennero i primi ritrovamenti fossili. 

## Descrizione
La testa di questo dinosauro era di forma triangolare e circondata da lamine ossee che si connettevano l'una all'altra come denti di una sega. Il collo era corto e il corpo ampio, piatto e protetto da un'armatura ossea. Inoltre l'Edmontonia aveva anche un'altra struttura difensiva che consisteva in due file di spuntoni ossei, una per ciascun lato del corpo. Questi sporgevano lateralmente come una specie di frangia appuntita a protezione dell'animale. La coda, anch'essa corazzata, si assottigliava all'estremità e non possedeva una mazza caudale (a differenza di altri anchilosauridi) mentre le gambe erano robuste e permettevano all'Edmontonia di accucciarsi a terra in caso di attacco, in modo da coprire il ventre indifeso.
Secondo le stime questo dinosauro poteva misurare fino a 7 m di lunghezza e 1,6 m di altezza, per un peso complessivo di 4 t. A causa della sua massa l'Edmontonia si muoveva molto lentamente ed era quindi incapace di fuggire dai predatori, potendo contare solo sulla sua corazza per proteggersi.

## Alimentazione
L'Edmontonia brucava le piante più basse, strappando i germogli con il becco aguzzo e privo di denti. Nella parte retrostante all'interno delle mascelle risiedeva una fila di denti laminari, utili all'animale per masticare.